# Notoxus arenarius
Notoxus arenarius es una especie de coleóptero de la familia Anthicidae.

## Distribución geográfica
Habita en el territorio que se llamaba Estado Libre de Orange.